# Erika Barquero
Erika Barquero (ur. 6 września 2000) – portorykańska tenisistka, mistrzyni kraju w grze pojedynczej z 2018 roku.
Ukończyła Colegio Católico Notre Dame, rozpoczęła studia na University of North Carolina at Greensboro. Ma dwie starsze siostry, Paulinę i Valerię.
W 2019 roku po raz pierwszy wystąpiła w reprezentacji Portoryko podczas rozgrywek Pucharu Federacji.